# Ext
Extended file system, hay ext, được triển khai vào tháng 4/ 1992 như là hệ thống tập tin đầu tiên dành riêng cho Linux kernel. Nó có cấu trúc metadata lấy cảm hứng từ hệ thống Unix File System (UFS) truyền thống và được thiết kế bởi Rémy Card để khác phục những hạn chế nhất định của hệ thống tập tin MINIX. nó lần đầu tiên sử dụng hệ thống tạp tin ảo (VFS), mà hỗ trợ đã được thêm vào hạt nhân Linux phiên bản 0.96 c, và nó có thể xử lý các hệ thống file có kích thước lên đến lên đến 2 Gigabyte (GB).
Đây là thành viên đầu tiên trong một loạt các Extended File Systems, thay thế bằng ext2 và xiafs,từ đó có một cuộc cạnh tranh, mà ext2 đã thắng vì khả năng tồn tại lâu dài của nó. Ext2 khắc phục các vấn đề với Ext, chẳng hạn như immutability của inodes và phân mảnh..

## Các hệ thống Ext khác
Có các thành viên khác trong gia đình Ext:
- ext2, 2nd extended file system.
- ext3,  3rd extended file system.
- ext4, 4th extended file system.